# Umberto Postiglione
Umberto Postiglione (Raiano, 25 aprile 1893 – San Demetrio ne' Vestini, 28 marzo 1924) è stato un anarchico italiano, attivo negli Stati Uniti, in Sud America e in Abruzzo.

## Gli inizi negli Stati Uniti
Dopo aver conseguito il diploma di ragioniere nel luglio 1910 presso l'Istituto tecnico dell'Aquila, il 3 ottobre del 1910 lascia l'Italia per l'America: arriva a New York il 18 ottobre e, continuando il viaggio in treno, il 20 giunge a Chicago. Qui, dopo aver frequentato il circolo socialista, passa a militare in quello anarchico. Inizia a lavorare come impiegato bancario ma l'insofferenza per questo tipo di lavoro lo spinge a lasciarlo presto. L'interesse verso problemi sociali, politici e sindacali, lo conduce ad intraprendere altri mestieri. Così il diciottenne è subito operaio in fabbriche di prodotti chimici, in quelle di pianoforti, nelle vetrerie e nelle fonderie, semplice manovale nelle miniere e addetto alle costruzioni stradali.
Sull'incontro con Luigi Galleani e su come e quando inizia a collaborare con la rivista Cronaca Sovversiva non si hanno precise notizie ma gli eventi possono essere collocati nel corso del 1911. Nello stesso anno i suoi articoli vengono pubblicati anche su L'Era Nuova. Dall'aprile 1912 è uno dei principali collaboratori della Cronaca Sovversiva, usando vari pseudonimi quali El Giovin, Hobo, Corfinio, Nando, Free-Lancer, L'Agitatore e Blankett-Stiff. 
Senza tralasciare mai quest'impegno, tiene conferenze e comizi in quasi tutti gli stati americani, infiammando gli ascoltatori grazie alle sue doti di oratore; si reca ovunque esistano gruppi di lavoratori italiani, dal Massachusetts allo Iowa, dalla Pennsylvania all'Ohio, dal Wisconsin alla California, dall'Illinois al New England. Non è pertanto semplice poter fissare con ordine cronologico e con esattezza le sue dimore.
Popolarissimo tra gli immigrati italiani, il giovane raianese (estremamente dotato per la scrittura) compone per essi anche qualche dramma; l'unico di cui si ha sicura notizia è Come i falchi, imperniato su una vicenda di giustizia proletaria mossa dal quotidiano sfruttamento dei lavoratori delle miniere. Il bozzetto sociale verrà ristampato nel 1939 dal Circolo d'Emancipazione Sociale di Filadelfia.
Partecipa alle lotte proletarie e analizza i grandi scioperi che caratterizzano gli USA degli anni Dieci, entrando spesso anche in polemica con i socialisti e con la politica riformista dei sindacati.
Nel 1912 partecipa al lungo ma fallimentare sciopero dei tessili di Little Falls, New York, immortalato da una rara foto dove lo si vede parlare alla folla dall'alto di un barile.
Partecipa all'agitazione in solidarietà a Joseph Ettor e Arturo Giovannitti, tenendo comizi molto seguiti a Boston fino alla loro scarcerazione.
Oltre a quelli politici e sindacali, altri temi di dibattito compaiono negli articoli di Postiglione: la scienza, la sociologia, la psicologia, l'economia, la religione e, in particolar modo, la pedagogia.
Iniziati nel 1912, i suoi interventi sulla Cronaca Sovversiva si diradano e, per qualche tempo, vengono meno del tutto. In questi anni però, fonda e dirige altre due riviste. Il 7 settembre 1913 redige a Chicago il primo numero del periodico di propaganda anarchica Germinal!, stampato su carta rossa "a cura del Gruppo di propaganda anarchica di Chicago". Sempre a Chicago dirige L'Allarme, "Contro ogni forma di autorità e di sfruttamento". Il primo numero è del 1º novembre 1915. Distribuito gratuitamente, il giornale si sposta a Sommerville, Massachusetts, e viene pubblicato fino agli inizi del 1917.
Nella primavera del 1916, scoppiato lo sciopero dei minatori della Pennsylvania orientale, Galleani lascia la redazione della Cronaca Sovversiva per accorrere fra quei lavoratori. Postiglione è chiamato come sostituto redattore del giornale a Lynn e, a causa dell'arresto di Galleani, l'incarico si protrae per più di un anno.

## In Sud America
Con l'entrata degli USA nella prima guerra mondiale, per evitare il rimpatrio forzato o l'obbligo della coscrizione militare, Postiglione, su sollecitazione dei compagni più anziani, imbocca la via dell'esilio.
I genitori lo avevano precedentemente più volte esortato al rimpatrio per adempiere agli obblighi di leva. Così rispondeva Umberto al padre, con una bellissima lettera (pubblicata ora nel testo Edoardo Puglielli, Il movimento anarchico abruzzese 1907-1957, Textus, L'Aquila 2010) in cui emerge tutto il suo fiero atteggiamento internazionalista e antimilitarista:
Seattle, 10 agosto 1915

Caro padre,

poche volte in cinque anni di lontananza ho scritto direttamente a te. Non certo perché l'affetto che per te nutro sia da meno o diverso da quello che sento per mia madre. Mi rivolgo a te questa volta, perché credo che tu meglio di mamma potrai comprendermi. Ho appena ricevuto la lettera in cui mamma e tu anche mi consigliate a tornare in Italia per arruolarmi sotto le armi. Credo che abbiate già ricevuto la lettera in cui vi dicevo la mia ultima e ferma decisione al riguardo. E rimane tale ancor oggi. Io non tornerò per farmi soldato.

[...] Non crediate che io non torno perché ho paura di lasciare la vita sui campi di battaglia. No. Vi è una ragione più nobile che mi spinge al rifiuto di obbedienza, a non macchiarmi la mano col sangue dei miei fratelli. Perché sono miei fratelli, anche se figli di un altro padre, e nati sotto un altro tetto, i soldati dell'Austria. Non sono essi nostro prossimo? E non disse il vostro Cristo che dite di amare e adorare e ubbidire: ‘Ama il prossimo tuo come te stesso’? Non comandò dio di non uccidere? Per me dio è la mia coscienza, e la ubbidisco perché mi condannerebbe a pene più crudeli di quelle dell'inferno.

‘Io non credo che tu voglia dimenticare la patria e la famiglia', mi dice mamma. Cos'è questa patria? La terra che mi vide nascere e dove sono quelli che mi han dato la vita? Ed allora io non l'ho dimenticata e non la dimenticherò, ed anelo di rivederla. Ma oggi la patria ha un altro significato. Servire la patria vuol dire servire il re, servire la canaglia che spadroneggia. Ed allora io confesso che quella patria non l'amo, la odio anzi, non la servo ma la combatto.

[...] Tornerò quando la tempesta sarà passata e sul cielo d'Italia splenderà il sole della pace, della giustizia e della libertà. Non sarò processato al mio ritorno. Chi lo potrebbe? Il governo, dopo la guerra, sarà esso stesso processato e condannato. Siamo milioni noi che ci rifiutammo di partire. Qui da Seattle son partiti venti e siamo duemila. Ma quand'anche fossi solo? La compagnia della mia coscienza mi sarebbe sprone abbastante a marciare sempre avanti, a fronte scoperta. Vogliatemi dunque bene. Non chiedo l'assoluzione del re, né quella di dio. Mi basta la vostra.

Vi bacia vostro figlio

Umberto
Ventiquattrenne varca così il confine messicano, per stabilirsi nelle vicinanze di Monterrey, alle pendici della Sierra Madre Oriental. Qui con altri dà vita ad una comune anarchica. Si tratta di una frangia dei cosiddetti ultramilitants galleanisti, secondo una definizione di Paul Avrich: tra i tanti ci sono anche Riziero Fantini, Nicola Sacco, Bartolomeo Vanzetti, Emilio Coda, Giovanni Scussel e Amleto Fabbri. Si impegnano nell'azione rivoluzionaria in tutte le sue sfaccettature, preparandosi per il ritorno in Italia, dove ritengono che i processi rivoluzionari in corso porteranno ad un'imminente insurrezione.
Lascia il Messico per proseguire per altri due anni verso il sud America attraversando il Perù, il Cile, l'Argentina, la Bolivia, il Paraguay e l'Uruguay. Trascorre alcuni mesi a San José in Costa Rica, dove si dedica all'insegnamento di lingua italiana e di lingua inglese presso l'Università agraria di quella città oltre che alla promozione di centri culturali e di biblioteche. Lascia anche la Costa Rica, spostandosi in Sud America, attraversando Panama, la Colombia, l'Ecuador, il Brasile, nuovamente il Perù e l'Argentina.

## Il ritorno in Italia
Da Buenos Aires, dopo quasi dieci anni d'attività politico-culturale e d'esperienze nel continente americano, s'imbarca per far ritorno in Italia. Appena rientrato è costretto a prestare il servizio militare nelle caserme di Salerno, Cava dei Tirreni (SA) e Sala Consilina (SA). Appena congedato è a Genova, impiegato presso la Cooperativa della gente di mare Giuseppe Garibaldi, fondata nell'immediato dopoguerra dal segretario della FILM Giuseppe Giulietti. Mantiene l'incarico fino al settembre 1921. Intanto i compagni del gruppo comunista-anarchico Sorgiamo! dell'Aquila lo propongono alla redazione del periodico regionale «Madre Terra», organo della Federazione anarchica abruzzese.
Riprende velocemente i contatti con i gruppi e i militanti attivi sul territorio regionale. Per Postiglione la sola organizzazione di classe non basta: le forme di coercizione e dello sfruttamento sono molteplici come varie sono le modalità attraverso le quali viene condizionato lo sviluppo di ogni essere umano, pertanto varie e plurali devono essere le azioni tese a combattere ogni forma di sopraffazione e di violenza economica, politica e morale per poter concorrere alla liberazione dell'umanità. Una di queste forme è certamente rappresentata dall'educazione, uno dei più importanti terreni di scontro della logica del dominio. E da strumento di dominio, ora clericale, ora politico-statale, è indispensabile che diventi elemento di liberazione e rivoluzione. Per Postiglione dunque, questi argomenti devono integrare il più ampio movimento radicale e rivendicativo, concependo l'emancipazione degli esseri umani non solo in termini di migliori condizioni economiche e sociali ma anche nel senso di costruire un progetto di liberazione e di affrancamento dalla schiavitù e dalla disuguaglianza rispetto sia alle conoscenze che alla cultura.
Consegue due titoli di studio: la licenza presso la scuola Normale di Avezzano nel 1921, per integrare la licenza di ragioniere, e, nel 1922, presso la Scuola Normale dell'Aquila, il diploma d'abilitazione all'insegnamento elementare.
Sul solco delle teorie pedagogiche libertarie di Francisco Ferrer y Guardia, Pëtr Alekseevič Kropotkin e Élisée Reclus, promuove ad Avezzano una scuola libera mentre a Raiano istituisce la Casa del Popolo ( inaugurata verso la fine dell'anno 1921), la prima d'Abruzzo, considerata, nel campo educativo, come la più rivoluzionaria delle sue iniziative. Nello stesso anno dà vita a Raiano ad una scuola libera gratuita. Per la realizzazione di queste iniziative riceve solidarietà e collaborazione attiva da parte dei compagni della FAA Federazione Anarchica Abruzzese) tra cui Luigi Meta e Quirino Perfetto.
Nell'autunno 1923 viene nominato insegnante di tutte le materie in una prima elementare a San Demetrio ne' Vestini. Viene designato dal provveditore agli studi Giovanni Ferretti quale relatore per il Congresso Magistrale dell'Aquila del 17 novembre 1923; per l'occasione, Postiglione elabora lo scritto L'Autoeducazione del Maestro.
Il provveditore regionale agli studi Giovanni Ferretti ricorderà come
il regime fascista lo aveva in sospetto, e la polizia fascista lo sorvegliava perché aveva una cultura superiore al proprio grado. Ricordo che venne un maresciallo dei carabinieri nel mio ufficio, per chiedermi di lui, e mi mostrò con candore, poiché io mi stupivo che si fosse rivolto per questo proprio a me, un telegramma ufficiale che diceva proprio così. Umberto Postiglione era un parlatore affascinante; in piazza, un trascinatore di folle.... (Cfr. G. Ferretti, Orgoglio d'esser maestri, in O. Giannangeli, Umberto Postiglione, Circolo di Cultura, Raiano 1960, p. 153)
Nel 1924 Postiglione completa il sussidiario La Terra d'Abruzzo e la sua gente, per la casa editrice torinese Paravia, pubblicato per le scuole elementari della regione. Nelle pagine del testo, il valore della appartenenza di classe e ad una comunità viene costantemente richiamato dall'anarchico come riferimento ad un originario possesso da parte delle masse proletarie del senso e del valore della condizione umana:
E fra i boschi, pei campi e pel mare, nelle officine, nelle botteghe, nei casolari, una gente che lavora e non si stanca, che soffre e non si lagna. È questa la tua gente. È questa la tua terra, o fanciullo! Più imparerai a conoscerla, più sentirai di amarla. Leggi dunque con animo aperto queste pagine che della tua terra ti indicano le bellezze, che della tua gente ti ricordano la lunga storia di sforzi e di lotte, di sventure e di gloria. (U. Postiglione, La Terra d'Abruzzo e la sua gente, Collezione Almanacchi Regionali diretta da Roberto Almagià, G.B.Paravia & C., Torino 1925, p. 5)
Nei primi giorni del marzo del 1924 il maestro è colto da polmonite, causata con molta probabilità da quelle "leggere febbriciattole che sparivano e ricomparivano ogni quindici giorni", contratte tra il 1917 e il '18 in sud America; la malattia ha un corso rapido, aggravandosi improvvisamente con estrema violenza; le speranze di guarigione restano amaramente deluse. Il 28 marzo 1924 è il suo ultimo giorno.

## La memoria
A Raiano, è dedicata a Postiglione la principale piazza della chiesa parrocchiale. 

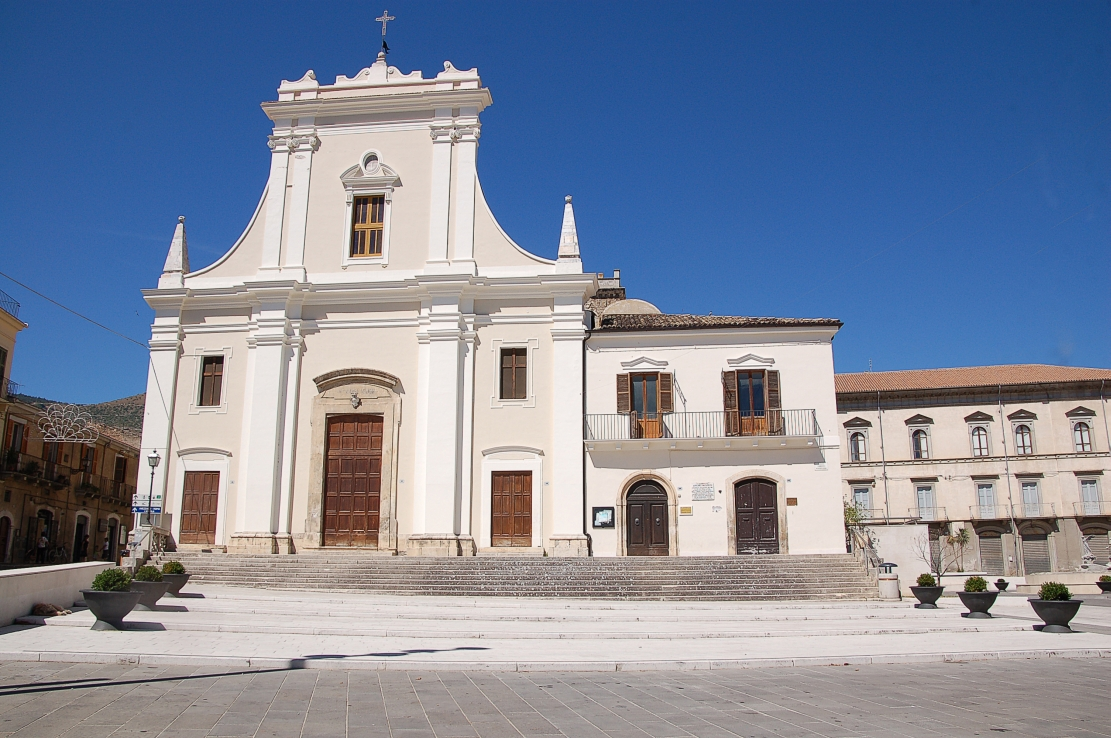
Raiano (Aq), piazza Postiglione

Già all'indomani della morte, nonostante il fascismo montante, è quasi impossibile impedire le innumerevoli iniziative in sua memoria. Il provveditore agli studi Giovanni Ferretti propone di intitolargli la Biblioteca dei Maestri. In occasione della prima edizione abruzzese della Settimana della Scuola (1924) l'anarchico viene ricordato in diverse sedi. Periodici letterari e culturali pubblicano lettere e necrologi provenienti dagli angoli più svariati del mondo:
Ma a che serve e giova farne l'elogio? Chi ce lo restituisce? [...] Mi sento orgoglioso e fiero di essere stato amico, ammiratore ed allievo di Umberto. Ho visto e conosciuto molta gente in questo nuovo mondo e nel vecchio mondo ma come Umberto Postiglione non ne ho trovato l'uguale [...] Io e la mia famiglia lo piangiamo come parente scomparso. E vi prego di deporre sulla sua tomba un umile fiore, un fiore della campagna che egli tanto prediligeva e che ora piange la scomparsa dell'Apostolo della Scuola (E. De Benedictis, San José, Costa Rica, 9 maggio 1924, lettera a Franco Postiglione, pubblicata in Il Nocchiero - Settimanale politico, sociale, letterario, commerciale, L'Aquila, 21 giugno 1924).
Venanzio Santilli (Raiano 14 dicembre 1915 - 30 luglio 2007), fondatore nel 1944 della sezione raianese del Partito d'Azione insieme ad Ermete Postiglione, cugino di Umberto, ricordava in modo vivissimo la generosità di Umberto Postiglione:
lo ricordo tornare diverse volte a casa quasi senza vestiti, con le mutande lunghe, perché li regalava a poveri e bisognosi
e il grande cordoglio in occasione della sua morte
ricordo che le maestre hanno accompagnato tutti noi alunni ed alunne ad aspettare alla stazione ferroviaria l'arrivo del treno che riportava Umberto [...] C' era così tanta gente, moltissimi provenienti da fuori Raiano, che il morto era arrivato alla chiesa in piazza quando la coda del corteo stava ancora alla stazione (distanza 1 km) ; è stato il funerale più lungo che ho visto
Nel primo anniversario della morte viene posta a Raiano, nel luogo panoramico della montagna sovrastante le gole di San Venanzio dove Umberto Postiglione era solito recarsi, una lapide commemorativa in cui si legge:
All'ombra dei tre cipressi / che egli volle / in quest'ermo luogo / fiorito di rose / il popolo di Raiano / richiama / dai silenzi della morte / lo spirito di / UMBERTO POSTIGLIONE /  perché / assertore del dovere / vigile e presente sempre / lo conforti ad amare / gl'ideali della vita / da lui perseguiti / per una umanità migliore .
Da allora questa località verrà chiamata col toponimo "Lapide di Umberto". Lo stesso anno esce il testo di Vincenzo Marchesani, In memoria di Umberto Postiglione.
Il 25 aprile 1993, in occasione del primo centenario della nascita di Umberto Postiglione, i raianesi hanno posto una nuova lapide, recante le medesime parole, in sostituzione di quella, malridotta, allora esistente (che comunque già non era più quella originaria).
Al di là dell'Oceano, il Circolo d'emancipazione sociale di Filadelfia curava nel 1939 la ristampa di Come i falchi, bozzetto sociale composto da Postiglione negli anni Dieci:
Abbiamo creduto di fare cosa utile riordinare – sulla scorta di due copie, non sempre concordanti, trascritte dal supposto manoscritto originale non rintracciato – il presente bozzetto sociale di Umberto Postiglione per darlo alle stampe. Il nostro scopo è stato quello di contribuire ad arricchire lo scarso repertorio del teatro sociale d'avanguardia di un lavoretto il quale – pur senza pretese letterarie e artistiche – ha il pregio di esprimere nella semplicità della forma e nella sincerità delle situazioni che presenta, gli accenti drammatici capaci di far vibrare il nostro animo, di appassionarlo e di commuoverlo. Infine, col curare la stampa di ‘COME I FALCHI’ – lavoro di agevole interpretazione per tutte le filodrammatiche sociali di avanguardia che lo vorranno rappresentare – noi abbiamo voluto mettere a disposizione dei compagni nostri di ogni località un modesto, ma efficace mezzo di propaganda e diffusione delle idee emancipatrici in seno al popolo; oltre e rendere un postumo, meritato omaggio all'apprezzato militante scomparso che lo scrisse. (L'edizione del 1939 di Come i falchi è riproposta in E. Puglielli, L'Autoeducazione del maestro. Pensiero e vita di Umberto Postiglione (1893-1924), CSL ‘Camillo Di Sciullo, Chieti’ 2006, pp. 101-115)
Caduto il fascismo, la scuola elementare e la piazza principale di Raiano vengono a lui intitolate.
Nel 1945 Ottaviano Giannangeli ne ricorda il profilo sulle colonne di Il Sagittario, nella rubrica dedicata a "Le vite esemplari" (la stessa che solo la settimana precedente ricordava anche il sindacalista anarchico sulmonese Carlo Tresca), riconsegnando così alla memoria collettiva e alla storia l'inequivocabile figura di un militante anarchico in perenne lotta contro ogni potere, qual era Umberto Postiglione:
I raianesi, e chi, oltre il cerchio della borgata, lo ha conosciuto, non possono non ricordarlo [...] Un giovane trasandato dagli occhi azzurri e dalle labbra espressive si rivolgeva alla folla con pienezza di entusiasmo e di efficacia tanto se parlasse di orientamenti politici, o se cantasse una triste ballata a forma di rondò; o se evocasse il lamento di un usignolo, o il saluto a una rondine, o il sospiro di una adolescente... (Cfr. O. Giannangeli, Le vite esemplari. Umberto Postiglione, in Il Sagittario - Voce delle correnti di sinistra, Sulmona, 8 luglio 1945)
Nel 1960 Giannangeli pubblica Umberto Postiglione: antologia con ricognizione di alcuni manoscritti e testimonianze (edito dal Circolo di Cultura di Raiano), in cui, tra le altre cose, analizza la figura di Postiglione come autore di poesie in dialetto raianese (una delle quali, A nu ruscegneule, fu musicata da Antonio Di Jorio).

## Opere
- La terra d'Abruzzo e la sua gente (Torino, Paravia, 1924)
- Come i falchi: bozzetto sociale in due atti (Philadelphia, Circolo d'emancipazione sociale, 1939)
- Scritti sociali, a cura di Venanzio Vallera (Pistoia, Collana "V. Vallera", 1972)

## Fonti
- ASAq, Fondo Questura Cat A8, b. 42, f. 24;
- Madre Terra, in «Umanità Nova», Quotidiano Anarchico, Milano, 7 gennaio 1921;
- E. DE BENEDICTIS, San José, Costa Rica, 9 maggio 1924, lettera a Franco Postiglione, «Il Nocchiero», Settimanale politico, sociale, letterario, commerciale, Aquila, 21 giugno 1924;
- O. GIANNANGELI, Le vite esemplari. Umberto Postiglione, «Il Sagittario», Voce delle correnti di sinistra, Sulmona, 8 luglio 1945. BdA2, p. 193, 194, 196;
- ANONIMI COMPAGNI, Un trentennio d'attività anarchica, Samizdat, Pescara, 2002.